# Mozdok
Mozdok (Russisch: Моздок; Ossetisch: Мæздæг, Mæzdæg) is een stad in de Russische autonome republiek Noord-Ossetië. De stad ligt op de rechteroever van de rivier de Terek, 92 km ten noorden van Vladikavkaz. Mozdok betekent letterlijk "dichtbegroeid woud" in het Kabardijns.
De stad is gesticht in 1759, en verkreeg stadsstatus in 1785. Mozdok is het bestuurlijk centrum van het gelijknamige gemeentelijke district Mozdokski.
De stad is aangesloten op het Russische spoornet.

## Zelfmoordaanslagen
In juni 2003 werd een bus vol met Russisch luchtmachtpersoneel vernietigd door een zelfmoordenaar in een bomauto. Op 1 augustus 2003 was een militair hospitaal het doelwit van een bomtruck, ook bestuurd door een zelfmoordterrorist. Het gebouw werd zwaar beschadigd, en er vielen meer dan 50 doden. Dit zijn slechts 2 uit een reeks aanslagen in Mozdok sedert de start van de tweede Tsjetsjeense oorlog.
| 1897   | 1939   | 1959   | 1970   | 1979   | 1989   | 2002   |
| ------ | ------ | ------ | ------ | ------ | ------ | ------ |
| 14.538 | 19.100 | 25.600 | 32.400 | 34.400 | 38.037 | 42.865 |

Bestuurlijk centrum: Vladikavkaz

Steden: Alagir · Ardon · Beslan · Digora · Mozdok

Districten: Alagirski · Ardonski · Digorski · Irafski · Kirovski · Mozdokski · Pravoberezjni · Prigorodni